# Chusquea aspera
Chusquea aspera är en gräsart som beskrevs av Lynn G. Clark. Chusquea aspera ingår i släktet Chusquea och familjen gräs.
Artens utbredningsområde är Peru. Inga underarter finns listade i Catalogue of Life.